# آنتیلوخوس (تاریخ‌نگار)
آنتیلوخوس (یونانی باستان: Ἀντίλοχος) مورخ یونان باستان بود که گزارشی از فیلسوفان یونانی از زمان فیثاغورث تا مرگ اپیکور نوشت. به نظر می‌رسد که او همان «Antilogus» است که دیونیسیوس هالیکارناسوس از آن یاد کرده‌است.

## یادداشت
1. ↑  Clement of Alexandria, Stromata i. p. 133
2. ↑  Dionysius of Halicarnassus, De Comp. Verb. 4
3. ↑  comp. Anonym. Descript. Olymp. xlix